# Phlegra
Phlegra és una característica d'albedo a la superfície de Mart, localitzada amb el sistema de coordenades planetocèntriques a 31.2 ° latitud N i 173.6 ° longitud E. El nom va ser aprovat per la UAI l'any 1958 i fa referència a Flegra, regió de la península calcídica on Zeus va fulminar un tità amb un llamp.